# Palau de l'Arquebisbe de Kroměříž
El palau de Kroměříž (en alemany: Schloss Kremsier, en txec Zámek Kroměříž o Arcibiskupský Zámek) a Kroměříž, República Txeca, solia ser la residència principal dels bisbes i des de 1777 dels arquebisbes d'Olomouc.